# Osy Zimmermann

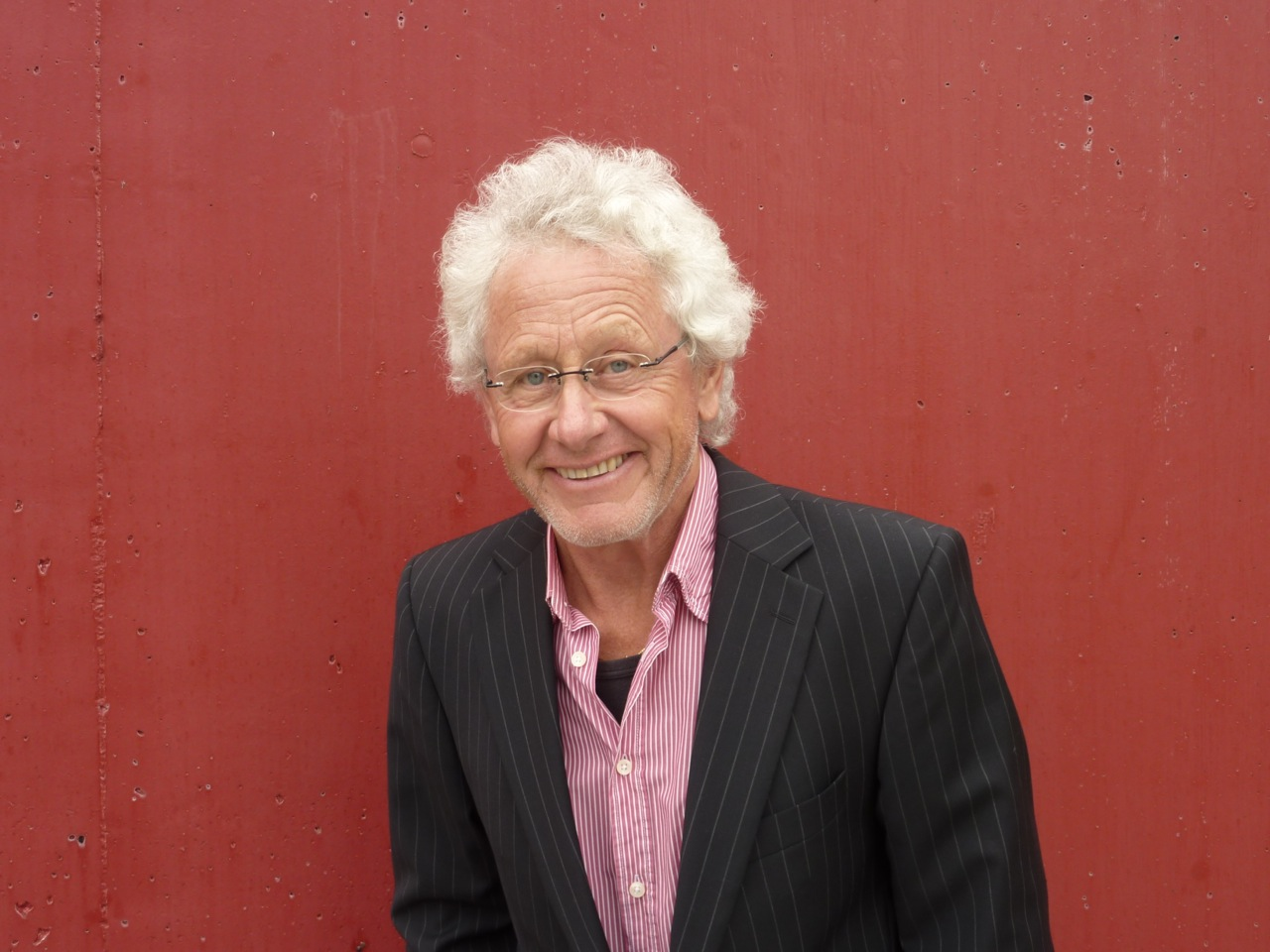
Osy Zimmermann (2011)

Osy Zimmermann (* 2. April 1946 in Zug), eigentlich Oswald Zimmermann, ist ein Schweizer Sänger und Musik-Kabarettist. Er ist Träger des Salzburger Stiers 1983 und des Schweizer Kabarett-Preis Cornichon 1999.

## Leben
Osy Zimmermann wurde als Drilling zusammen mit zwei Schwestern als erster der drei von Josy Zimmermann-Kaiser, verheiratet mit Hans Zimmermann aus Luzern, zur Welt gebracht. Die Drillingsgeburt blieb nicht verborgen und wurde damals im kleinen Städtchen Zug zu einer Sensation. Dadurch fand der Knabe schon früh sein erstes Publikum.
Gesang und Theater waren im Hause Zimmermann-Kaiser allgegenwärtig: die Mutter sang auf der Operettenbühne im Casino in Zug, und der Vater, ein begabter Autodidakt im Texten, schrieb ironisch eingefärbte Gedichte für Familien-Jubiläen. Aus Angst der Eltern, Osy Zimmermann könnte durch seinen Wunsch, Künstler zu werden, auf die schiefe Bahn geraten, machte er eine Typographenlehre und wurde Werbefachmann. Nebenbei bildete er sich bei Beat Spörri zum klassischen Sänger, an der Mimenschule ILG in Zürich zum Schauspieler und an der Jazzschule Luzern zum sich selbst begleitenden Pianisten aus.

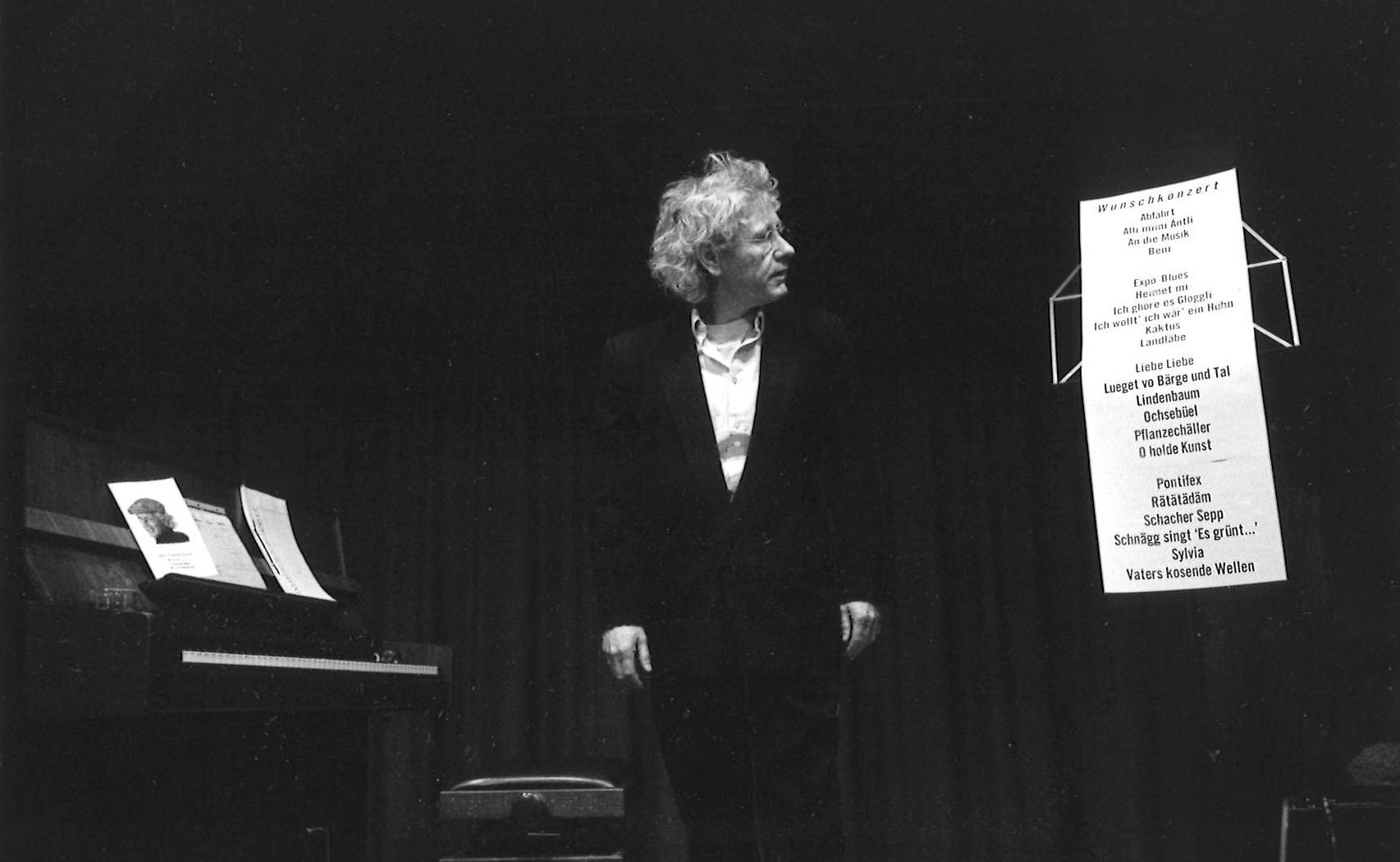
Osy Zimmermann in Küttigen (1989)

## Bühne

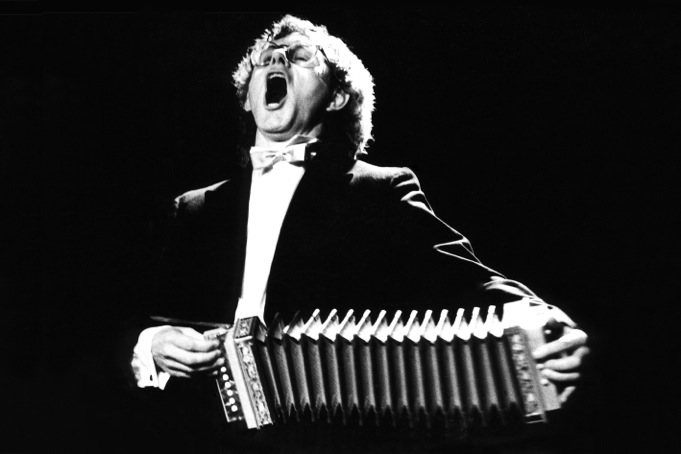
Osy Zimmermann im Kleintheater Luzern (1986)

Zu Beginn seiner Bühnentätigkeit wirkte Osy Zimmermann beim letzten Programm des «Cabaret Durzug» in Zug mit (1972). Regie führte César Keiser. 1976 wurde Zimmermann vom Schweizer Radio DRS in einem Wettbewerb zum Nachwuchskabarettisten gewählt. 1977 trat er mit seinem ersten abendfüllenden Soloprogramm auf: «Tell Solo, ein Musik-Theater» mit Texten von Susanna Fassbind.
Seit 1979 ist Zimmermann ausschliesslich freiberuflich tätig und bezeichnet sich als «Cabrietist». Diese Bezeichnung ist eine Wortschöpfung Zimmermanns und steht für seine Kombination von Kabarett, Gesang, Schauspiel, Piano und Schwyzerörgeli.
Zahlreiche selbst verfasste Programme zeigte Zimmermann vor allem in der Schweiz, aber auch in Deutschland und Österreich. Dazu kamen Auftritte in Radio und Fernsehen, unter anderem in «Sprungbrettl» (Süddeutscher Rundfunk); «Studiobrettl» (Südwestrundfunk); «Show-Bühne» (ARD) mit Alfred Biolek; «Übrigens», Satiresendung (Schweizer Fernsehen). Seine Bühnen-Programme führten ihn in viele namhafte deutschsprachige Theater, u. a. in die «Münchner Lach und Schiess» (mit Bärbel Schmid, München) und ins Mainzer Unterhaus. Ab 1979 mit dem Programm «Zimmitationen» (Fernsehaufzeichnung des Süddeutschen Rundfunks); ab 1982 mit «Unterwegs für Sie»; ab 1985 mit «Lieder-licher Abend» (Regie Buschi Luginbühl), einem parodistischen Liederabend aus klassischen und eigenen Liedern. Zimmermann, der Tenor und Countertenor, verkörperte in diesem Programm zwei verschiedene Rollen in Koloratur und Bariton und konnte so Operngeschichte erzählen – über vier Oktaven hinweg. Mit «Lieder-licher Abend» nahm Osy Zimmermann 1989 an den Ludwigsburger Schlossfestspielen teil. Auch der gefeierte Tenor Peter Schreier trat 1989 im Rahmen der Schlossfestspiele auf.
In langjähriger Zusammenarbeit mit dem Autor und Regisseur Paul Steinmann entstand 1987 das Kinderprogramm «Orlando und sein Bruder», 1991 die «Winterreise» sowie 1994 «Jungfernfahrt». 1995 spielte Zimmermann am Schauspielhaus Zürich den Pfarrer in Thomas Hürlimanns Stück «Der Franzos im Ybrig». Regie führte Wolfgang Dietrich Sprenger. 1998 folgte «Wunschkonzert» und 1999 «Uraufführung». Dieses Programm führte Zimmermann zusammen mit den Musikern Manuel Hebeisen und Christoph Steiner auf. Die drei hatten bereits 1996 das «Oswald Streich Trio» gegründet. 1999 ging es weiter mit «Tea for Two» mit Daniela Schumacher am Klavier und ab 2003 mit «Prinzessin unter Wasser», einem Familienprogramm mit Wolfgang Sieber an der Orgel (2008 in einer englischen Fassung «Princess under water»). 2006 folgte «Der silberblaue Zeppelin», eine selbst erfundene, parodistische Operette. Dieses Einmannmusiktheater gab Osy Zimmermann erneut Gelegenheit, seine vielseitige Stimme zur Geltung zu bringen. Mit dem Zeppelin-Programm nahm er 2008 auch an der Eröffnung des Bürgerfestes im Rahmen des 100-jährigen Jubiläums der Zeppelin-Stiftung in Friedrichshafen teil und erntete dafür viel Applaus.
In den Jahren 2011 bis 2013 stellte Zimmermann jährlich ein neues Programm auf die Beine: 2011 «Jambo» Lieder und Leben, Schweiz Afrika; 2012 «Berner Orgelspaziergang»; 2013 «Die Kirschen in Nachbars Garten», zusammen mit dem Konzertorganisten Martin Heini.
2015 war Zimmermann an den Freilichtspielen Luzern im Stück «Das Luftschiff» von Thomas Hürlimann in der Rolle der «Alfonsine» zu sehen. Regie führte Livio Andreina.
2019 feierte Osy Zimmermann mit «Cabriété» seinen Abschied von der Bühne, und zwar dort, wo seine Bühnenkarriere vor mehr als 40 Jahren begonnen hatte, im Theater im Burgbachkeller in der Stadt Zug.

## Auszeichnungen
- 1983: Salzburger Stier
- 1998: Berlin-Stipendium des Kantons Zug
- 1999: Schweizer Kabarettpreis Cornichon

## Diskographie
- Zimmitationen, Zytglogge-Verlag, Schweiz
- Lieder-licher Abend, Zytglogge-Verlag, Schweiz
- Winterreise, Zytglogge-Verlag, Schweiz